# Сага о Людях с Оружейного фьорда
«Сага о Людях с Оружейного фьорда» (исл. Vápnfirðinga saga) — одна из «саг об исландцах», относящаяся к циклу саг восточной четверти.

## Сюжет
Действие саги происходит на северо-востоке Исландии приблизительно в 970—989 годах. Главные герои в первой половине саги — хёвдинги Шип-Хельги и Гейтир сын Лютинга, во второй половине — их сыновья, Бьярни Бородач и Торкель соответственно. Сначала Хельги и Гейтир были большими друзьями, но постепенно между ними началась вражда, причём исключительно по обстоятельствам материального характера: герои подозревали друг друга в нечестном разделе имущества одного норвежского купца, бывшего гостем Гейтира, а Шип-Хельги дал своей жене (сестре Гейтира) развод, не вернув приданое. Перевес был на стороне Хельги. Когда дело дошло до открытого боя, Гейтир убил своего бывшего зятя (974 год). Сын убитого, Бьярни, взял за отца виру, но позже убил Гейтира (987 год). Последовавшая за этим распря между двоюродными братьями Бьярни и Торкелем закончилась полным примирением сторон, давшим поздним комментаторам основание говорить о данной саге как об уроке терпимости и великодушия.

## История текста
Текст саги сохранился в составе бумажных списков, датированных самое раннее концом XVII века. По мнению учёных, все они восходят к одному протографу.
Возможно, «Сага о Торстейне Белом» была написана как добавление к первым главам «Саги о людях с Оружейного фьорда», чтобы рассказать предысторию происходящих в ней событий. Начало вражды между Хельги и Гейтиром связано отчасти с тем, что они породнились с двумя противоборствующими сторонами в распре, описанной в «Саге о сыновьях Дроплауг».